# Orzeł za osiągnięcia życia
Osiągnięcia Życia to jedna z kategorii specjalnych Polskich Nagród Filmowych. Nagrodę w tej kategorii po raz pierwszy przyznano podczas 1. ceremonii wręczenia Orłów, która odbyła się 21 czerwca 1999 roku (nagrody przyznano za rok 1998).

## Laureaci
Lista laureatów:

### 1990–1999
- 1999: Wojciech Jerzy Has
- 2000: Andrzej Wajda

### 2000–2009
- 2001: Stanisław Różewicz
- 2002: Tadeusz Konwicki
- 2003: Roman Polański
- 2004: Kazimierz Kutz
- 2005: Jerzy Kawalerowicz
- 2006: Jerzy Hoffman
- 2007: Witold Sobociński
- 2008: Janusz Morgenstern
- 2009: Jerzy Wójcik
- 2010: Jerzy Stefan Stawiński

### 2010–2019
- 2011: Tadeusz Chmielewski
- 2012: Janusz Majewski
- 2013: Danuta Szaflarska
- 2014: Kazimierz Karabasz
- 2015: Franciszek Pieczka
- 2016: Janusz Gajos
- 2017: Sylwester Chęciński
- 2018: Jerzy Stuhr
- 2019: Krzysztof Zanussi

### 2020–2029
- 2020: Maja Komorowska
- 2021: Jerzy Matuszkiewicz
- 2022: Jerzy Skolimowski
- 2023: Jan A.P. Kaczmarek
- 2024: Agnieszka Holland
- 2025: Allan Starski[2]